# S/2007 S 2
S/2007 S 2 est l'une des lunes de Saturne. Sa découverte fut annoncée par Scott S. Sheppard, David Jewitt, Jan Kleyna et Brian G. Marsden le 1er mai 2007, d'après des observations effectuées entre le 18 janvier et le 19 avril 2007.
S/2007 S 2 fait environ 6 km de diamètre et orbite Saturne à la distance moyenne de 16 560 000 km en 792,96 jours, sur une orbite rétrograde.